# Lucreția Roșca
Lucreția Roșca (n. 27 august 1958) este un deputat român, ales în legislatura 2008-2012, 2012-2016 și 2016-2020. 